# Венера Лоссельская
Венера Лоссельская, фр. Vénus de Laussel — одна из палеолитических венер граветтской культуры (около 20 000 лет назад, верхний палеолит). Представляет собой барельеф на блоке известняка, раскрашенный красной охрой. В правой руке обнажённая Венера держит предмет, напоминающий турий рог.
Венеру Лоссельскую обнаружили в 1911 году на раскопках у посёлка Лоссель (Laussel) в коммуне Марке, департамент Дордонь, Франция.